# Mittelbare Wirkung
In der Mathematik sind mittelbare Wirkungen eine Verallgemeinerung des Begriffs mittelbarer Gruppen.

## Definition
Sei {\displaystyle (S,\mu )} eine regulärer {\displaystyle G}-Raum. Man sagt, dass die Wirkung von {\displaystyle G} auf {\displaystyle S} mittelbar ist, wenn es einen stetigen, {\displaystyle G}-äquivarianten Operator
{\displaystyle P\colon L^{\infty }(G\times S,\mathbb {R} )\to L^{\infty }(S,\mathbb {R} )}
gibt mit folgenden Eigenschaften:
- {\displaystyle \Vert P\Vert =1},
- {\displaystyle P(\chi _{G\times S})=\chi _{S}},
- {\displaystyle P(f\cdot \chi _{G\times A})=P(f)\cdot \chi _{A}} für alle {\displaystyle f\in L^{\infty }(G\times S)} und alle messbaren Mengen {\displaystyle A\subset S}.

## Beispiele
- Eine Gruppe {\displaystyle G} ist genau dann mittelbar, wenn jeder reguläre G-Raum eine mittelbare Wirkung ist.
- Eine abgeschlossene Untergruppe {\displaystyle Q\subset G} ist genau dann mittelbar, wenn die Wirkung von {\displaystyle G} auf {\displaystyle G/Q} mittelbar ist.
- Die Wirkung einer Lie-Gruppe auf ihrem Furstenberg-Rand ist mittelbar.